# Полювання на Вероніку
«Полювання на Вероніку» — біографічний кримінальний фільм 2003 року режисера Джоеля Шумахера з Кейт Бланшетт у головній ролі. Сценарій Керол Дойл та Мері Агнес Доног'ю зосереджує увагу на ірландській журналістці Вероніці Герін, розслідування якої про торгівлю наркотиками в Дубліні спричинило її вбивство у 1996 році у віці 37 років. Це другий фільм натхненний життям Герін. Трьома роками раніше була знята стрічка «Коли небеса впадуть», сюжет заснований на тій же історії, хоча імена реальних персонажів були змінені.

## Сюжет
Вероніка Герін — кримінальний журналіст газети «Sunday Independent», яка усвідомлює, наскільки незаконна торгівля наркотиками в Дубліні зазіхає на життя робітників, особливо дітей, і дає обіцянку викрити відповідальних людей.
Герін починає роботу з інтерв'ю з підлітками-наркоманами, які вживали заборонені речовини на вулиці або в покинутих будинках житлових масивів. Її розслідування веде до основних постачальників і Джона Трейнора, відомого джерела інформації про злочинний світ. Трейнор готовий допомогти їй певною мірою, але вводить її в оману, щоб захистити від грізного наркобарона Джона Гіллігана. Трейнор вказує на зв'язок з Джеррі Гатчом, злочинецем відомим як Монах, начебто саме він відповідає за операції. Герін переслідує Гатча, але з'ясовує його непричетність.
З того моменту як Герін наближається до правди, на неї та її родину починають полювання. Спочатку був застережливий вистріл у вікно будинку. Потім їй прострелили ногу, а над її маленьким сином Каталом нависла загроза. Її чоловік Грем, мати Берні та брат Джиммі благали її зупинитися, але коли Герін була жорстоко побита Гілліганом у власному будинку, вона стала ще більш рішучою викрити його.
26 червня 1996 року Герін з'явилася в суді з приводу штрафів за паркування та перевищення швидкості, які вона не сплачувала. Їй призначили виплатити за правопорушення 100 фунтів стерлінгів. На шляху додому вона телефонує матері, а потім чоловікові, щоб повідомити гарні новини. Під час зупинки на світлофорі двоє чоловіків на мотоциклі зупиняються поруч. Один з них розбиває вікно автомобіля та вистрілює в журналістку шість разів. Двоє невідомих втікають, позбувшись зброї в каналі.
Смерть Герін оплакували не тільки родина та друзі, а ціла країна. Її насильницька смерть призвела до створення Управління з питань злочинних активів, а Гілліган разом з кількома його прибічниками були засуджені до тривалого терміну ув'язнення. Епілог стверджує, що «розслідування Вероніки Герін спричинило хвилю війни з наркотиками. Її вбивство стимулювало Ірландію до дій. Тисячі людей вийшли на вулиці з закликами проти наркотиків. Це допомогло вигнати дилерів з Дубліна і змусили наркобаронів залягти на дно. Протягом тижня після її смерті, на надзвичайній сесії парламенту, уряд змінив Конституцію Ірландії, щоб дозволити Вищому суду заморожувати активи підозрюваних наркобаронів».

## У ролях
| Актор             | Роль                |
| ----------------- | ------------------- |
| Кейт Бланшетт     | Вероніка Герін      |
| Джерард Мак-Сорлі | Джон Гілліган       |
| Кіаран Гайндс     | Джон Трейнор        |
| Бренда Фрікер     | Берні Герін         |
| Емі Шілз          | коханка Гіллігана   |
| Баррі Барнс       | Грем Тарлі          |
| Саймон О'Дрісколл | Катал Тарлі         |
| Дон Вічерлі       | Кріс Малліган       |
| Алан Дівайн       | Геррі Гатч          |
| Геррі О'Браєн     | Мартін Кехіл        |
| Пол Ронан         | Джиммі Герін        |
| Лоуренс Кінлан    | Тіммі               |
| Колін Фаррелл     | татуйований хлопець |

## Створення фільму

### Виробництво
Фільм був знятий у Дубліні та Нейсі в графстві Кілдер, деякі сцени знімалися біля Ньютаун-Маунт-Кеннеді в графстві Віклов.
Колін Фаррелл з'явився в фільмі як молодий чоловік з великою кількістю татуювань, Герін з ним розмовляла про футбольний матч.

### Знімальна група
- Кінорежисер — Джоел Шумахер
- Сценарист — Керол Дойл, Мері Агнес Доног'ю
- Кінопродюсер — Джеррі Брукгаймер
- Композитор — Гаррі Греґсон-Вільямс
- Кінооператор — Брендан Галвін
- Кіномонтаж — Девід Гембл
- Художник-постановник — Натан Кроулі
- Артдиректор — Джулі Очіпінті
- Художник-декоратор — Пакі Сміт
- Художник-костюмер — Джоан Бергін
- Підбір акторів — Френк Моіселль, Нуала Моіселль[3]

## Сприйняття

### Критика
Фільм отримав змішані відгуки. На сайті Rotten Tomatoes оцінка стрічки становить 53 % на основі 141 відгук від критиків (середня оцінка 5,9/10) і 70 % від глядачів із середньою оцінкою 3,7/5 (8 904 голоси). Фільму зарахований «гнилий помідор» від кінокритиків та «попкорн» від глядачів, Internet Movie Database — 6,9/10 (18 011 голосів), Metacritic — 55/100 (33 відгуки критиків) і 6,8/10 (20 відгуків від глядачів).

### Номінації та нагороди
| Нагороди та номінації фільму «Полювання на Вероніку» | Нагороди та номінації фільму «Полювання на Вероніку» | Нагороди та номінації фільму «Полювання на Вероніку» | Нагороди та номінації фільму «Полювання на Вероніку» | Нагороди та номінації фільму «Полювання на Вероніку» | Нагороди та номінації фільму «Полювання на Вероніку» |
| Рік                                                  | Кінофестиваль/кінопремія                             | Категорія/нагорода                                   | Номінант                                             | Результат                                            |                                                      |
| ---------------------------------------------------- | ---------------------------------------------------- | ---------------------------------------------------- | ---------------------------------------------------- | ---------------------------------------------------- | ---------------------------------------------------- |
| 2003                                                 | Міжнародний кінофестиваль у Сан-Себастьяні           | Нагорода солідарності                                | Джоел Шумахер                                        | Перемога                                             |                                                      |
| 2003                                                 | Міжнародний кінофестиваль у Сан-Себастьяні           | «Золота мушля»                                       | Джоел Шумахер                                        | Номінація                                            |                                                      |
| 2003                                                 | Ірландська премія у галузі кіно та телебачення       | Нагорода глядачів: Найкращий ірландський фільм       | «Полювання на Вероніку»                              | Перемога                                             |                                                      |
| 2003                                                 | Ірландська премія у галузі кіно та телебачення       | Найкращий ірландський фільм                          | Джоел Шумахер                                        | Номінація                                            |                                                      |
| 2003                                                 | Ірландська премія у галузі кіно та телебачення       | Найкраща чоловіча роль другого плану                 | Кірон Гайндс                                         | Номінація                                            |                                                      |
| 2003                                                 | Ірландська премія у галузі кіно та телебачення       | Найкраща чоловіча роль другого плану                 | Джерард Мак-Сорлі                                    | Номінація                                            |                                                      |
| 2003                                                 | Ірландська премія у галузі кіно та телебачення       | Найкраща жіноча роль другого плану                   | Бренда Фрікер                                        | Номінація                                            |                                                      |
| 2003                                                 | Ірландська премія у галузі кіно та телебачення       | Найкраща робота оператора                            | Брендан Галвін                                       | Номінація                                            |                                                      |
| 2003                                                 | Ірландська премія у галузі кіно та телебачення       | Найкращий грим                                       | Ді Коркоран, Алв'є Лемасс                            | Номінація                                            |                                                      |
| 2003                                                 | Ірландська премія у галузі кіно та телебачення       | Найкращий дизайн костюмів                            | Джоан Бергін                                         | Номінація                                            |                                                      |
| 2004                                                 | «Золотий глобус»                                     | Найкраща жіноча роль (драма)                         | Кейт Бланшетт                                        | Номінація                                            |                                                      |
| 2004                                                 | «Імперія»                                            | Найкраща жіноча роль                                 | Кейт Бланшетт                                        | Номінація                                            |                                                      |
| 2004                                                 | Премія аудіомонтажерів кіно                          | Найкращий монтаж звуку в іноземному фільмі           | Джон Доунер, Олівер Тарні, Пол Мак-Фейдден           | Номінація                                            |                                                      |